# Еволюция на вирусите
Еволюция на вирусите е етап в еволюцията на живата материя, чийто произход до днес остава неизяснен.
Според класическите хипотези има два основни начина за възникването на вирусите:
1. чрез катаморфоза – вирусите произлизат от клетки, които са опростили своето развитие в хода на еволюцията;
2. чрез „избягалия ген“ – молекулярен механизъм, който е позволил възникването на ген, способен да навлиза в чужди клетки и да ги „инфектира“.

Нито една от хипотезите не е научно доказана. В практиката изследването на еволюцията на вирусите среща непреодолими трудности, напр. липсата на „изкопаеми форми“, с които да се докаже или опровергае дадена хипотеза.